# Borðeyri
Borðeyri ist mit 16 Einwohnern (Stand 15. Juli 2018) das kleinste Dorf (im statistischen Sinne) in Island.
Der Ort liegt in der Gemeinde Húnaþing vestra.
Über den Borðeyrarvegur  und weiter über den Innstrandavegur  sind es 171 Straßenkilometer bis nach Reykjavík.
In früheren Jahrhunderten war Borðeyri ein bedeutender Handelsplatz mit seinem Hafen am Westufer des Hrútafjörðurs.
Die Toponyme Hrútafjörður und Borðeyri wurden schon in der Vatnsdœla saga erwähnt.
Hier wurde Sigurður Eggerz (1875–1945) geboren.
Er wurde später Mitglied des isländischen Parlaments, Premierminister und Finanzminister.